# Výhon

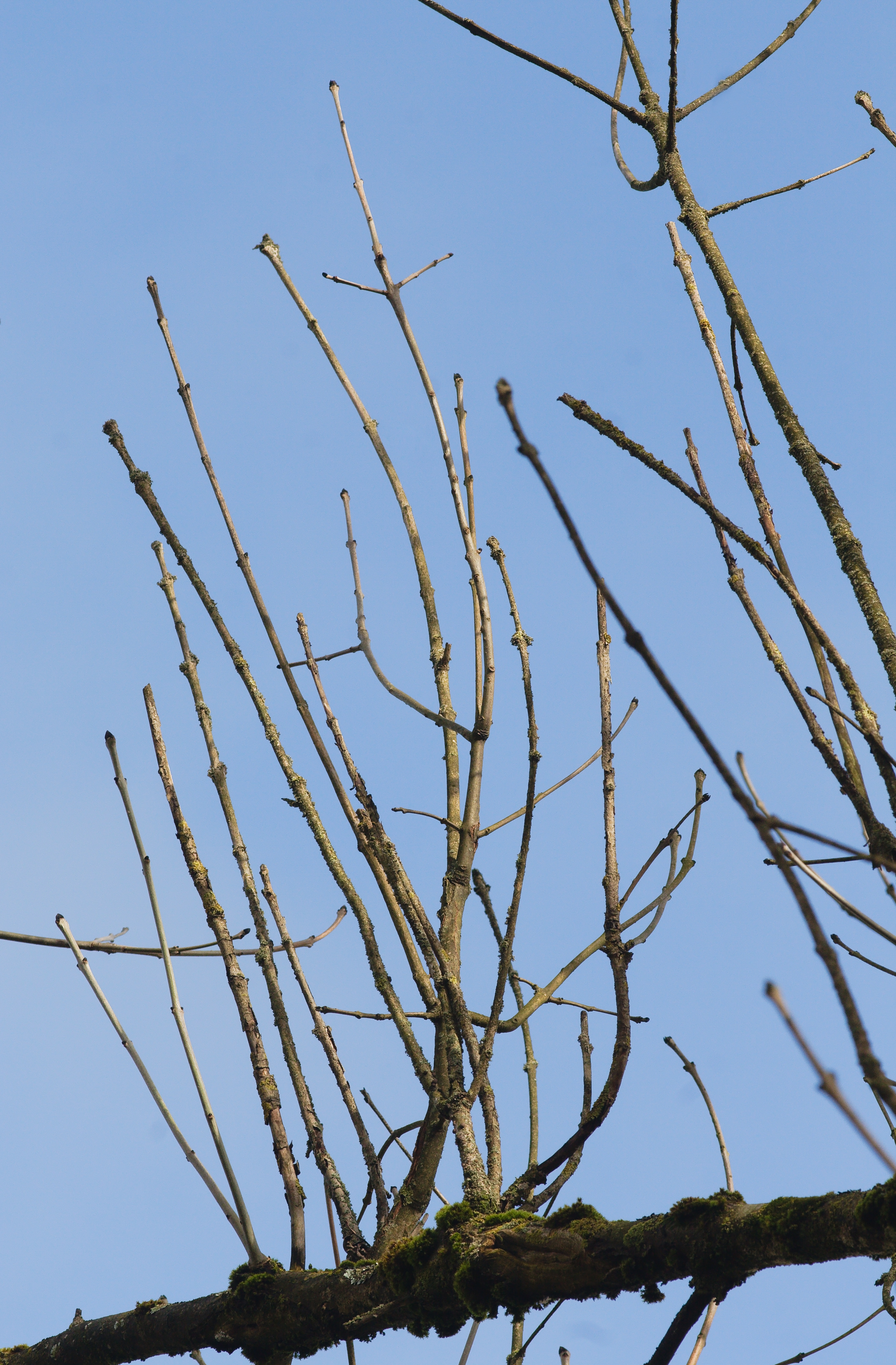
Loňské výhony jasanu

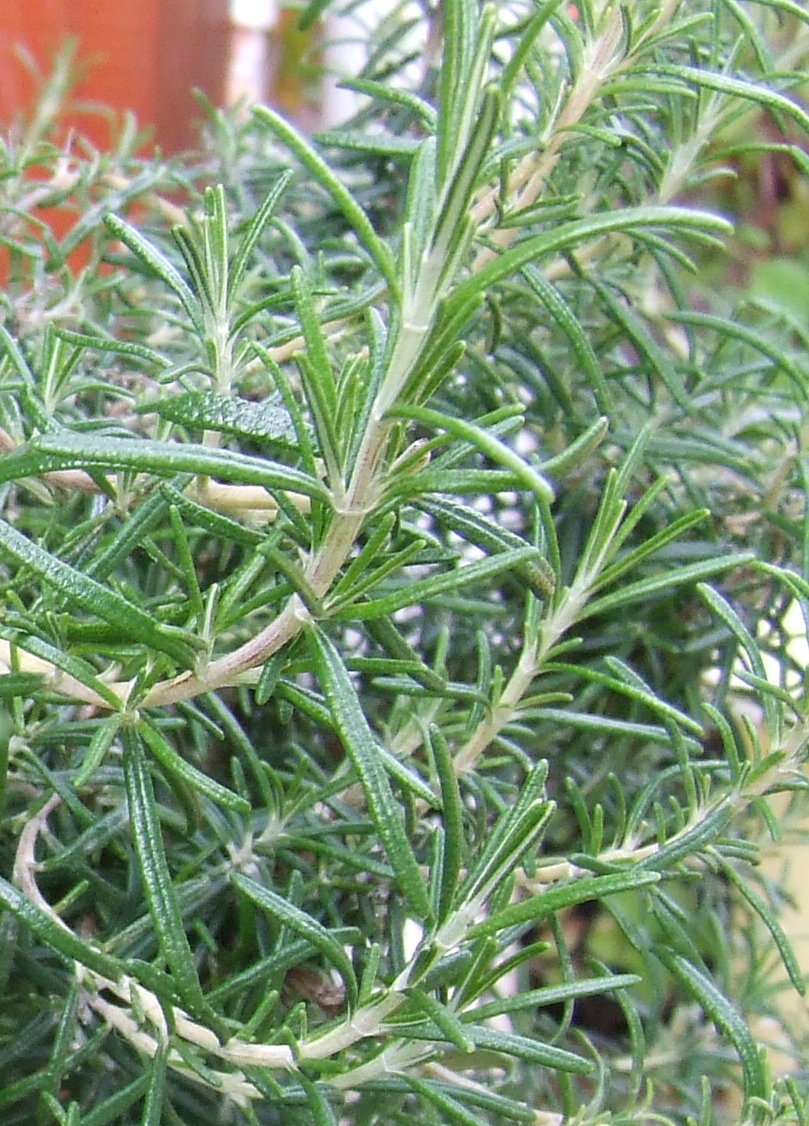
Výhony rozmarýnu

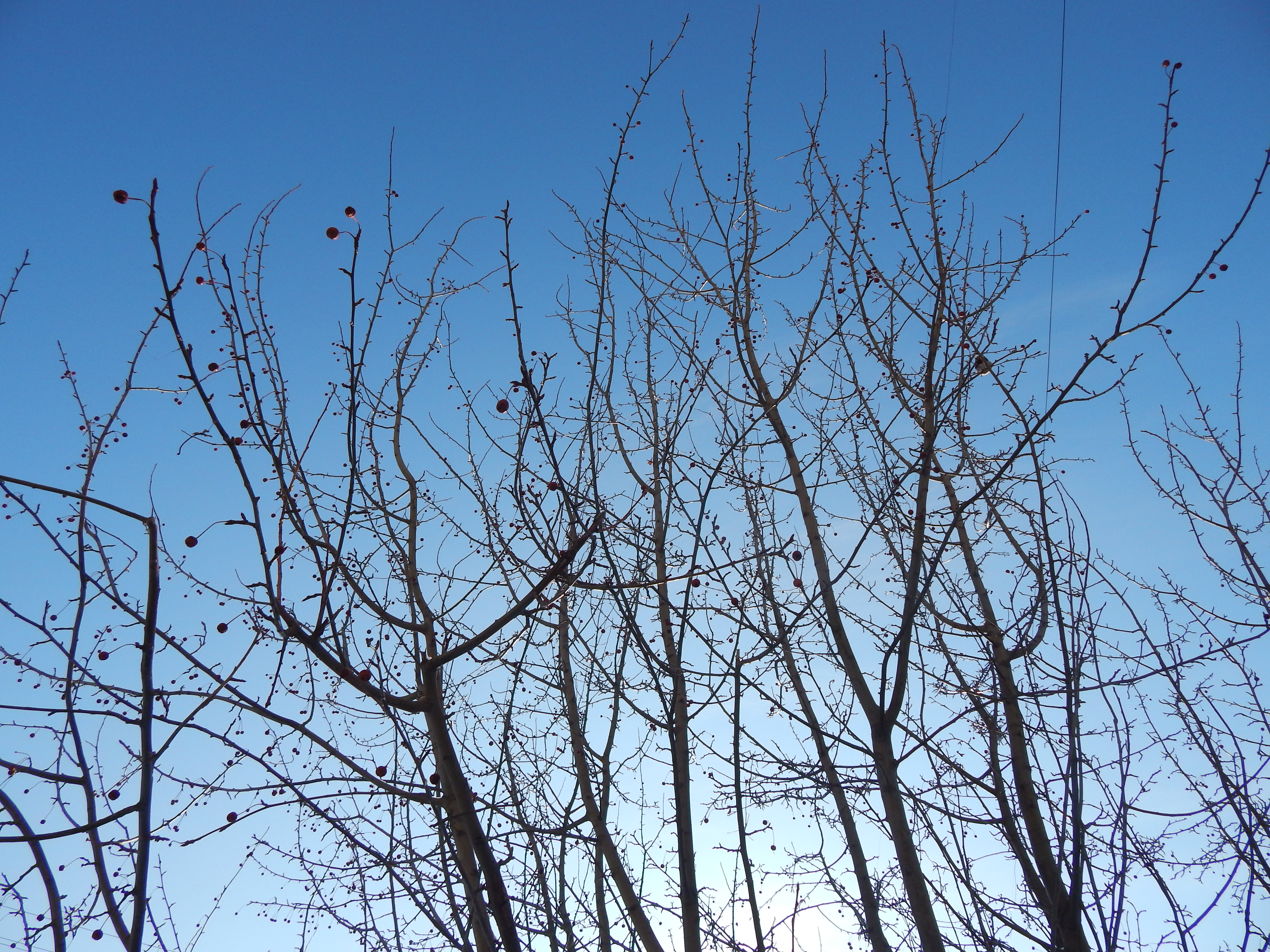
Výhony jabloně s plodonosným obrostem

Výhon je letorost rostliny, mladá, dřevnatá nebo teprve vyzrávající, obvykle jednoletá větev. Výhony se na rostlině tvoří z pupenů. Výhony lze nalézt na keřích i stromech. Rašící stonky bylin jsou obvykle nazývány výhonky.

## Dělení
Vedoucím výhonem nazýváme každé jednoroční prodloužení hlavní i vedlejší větve.

Soutěžící výhon vzniká z nejblíže postaveného pupenu, a to v těsné blízkosti pupenu vrcholového na hlavních i postranních větvích.
Podle funkce rozeznáváme výhony dřevní a plodné.

### Výhony dřevní
Jsou ukončeny dřevním pupenem. Tvoří se při přehnojení dusíkem nebo po silném řezu. Čistě dřevní výhony tvoří květní pupeny jen obtížně, často po mnoha letech. Abychom je přiměli k plodnosti, je třeba upravit jejich výživu řez i polohu. K výhonům dřevním patří:

#### Vlky
Jsou dřevní výhony vyrůstající na víceletém dřevě (na větvích i kmenech), jsou vždy jalové. Mohutně se vyvíjejí zejména při poruše výživy (při přehnojování dusíkem), při porušení koruny (polomy), po krátkém řezu (zmlazení, přeroubování), holožíru atd.

#### Výhony vrcholové
Vyrůstají z terminálních pupenů a prodlužují matečné větve ve směru jejich osy. Zkrátíme-li je, přejímá jejich funkci pupen nejvýše postavený.

#### Trnové výhony
Jsou to vlastně předčasné výhony bez vrcholového pupenu a bývají zpravidla zakončeny ostrou trnovou špičkou. Většinou se jejich dřevní pupeny přeměňují v listové.

### Výhony plodné
Liší se od výhonů dřevních tím, že jsou slabší a kratší. Tvoří se všude tam, kde je menší transpirační proud, tedy v poloze větví rostoucích do vodorovné polohy.